# 20580 Мерілпітерс
20580 Мерілпітерс (20580 Marilpeters) — астероїд головного поясу, відкритий 9 вересня 1999 року.
Тіссеранів параметр щодо Юпітера — 3,515.